# Crameria istsariensis
Crameria istsariensis là một loài bướm đêm trong họ Noctuidae.